# Maggie Cheng
Maggie Xiaoyan Cheng (em chinês:  程晓燕; ) é uma matemática aplicada, cientista da computação e cientista de redes chinesa, professora de matemática aplicada no Instituto de Tecnologia de Illinois, onde dirige o Centro de Computação Científica Interdisciplinar. Seus interesses de pesquisa incluem redes ad hoc sem fio e modelagem de usuários em segurança de computadores.

## Formação e carreira
Cheng é bacharel e mestre pela Universidade Beihang. Completou um Ph.D. em ciência da computação e engenharia em 2003 pela Universidade de Minnesota. Sua tese, Resource efficiency in ad hoc wireless networks: problems and solutions, foi orientada por Ding-Zhu Du.
Depois de concluir seu doutorado foi professora assistente de ciência da computação na Missouri University of Science and Technology. Foi para a Martin Tuchman School of Management do New Jersey Institute of Technology em 2016, e mudou-se novamente para o Instituto de Tecnologia de Illinois em 2018, sucedendo Fred Hickernell como diretora do Centro de Computação Científica Interdisciplinar. Lá, foi promovida a professora titular em 2020.